# タロウ・ソリージャ
タロウ・ソリジャ（Jose Taro Zorrilla Takeda、日本名：武田太郎、メキシコ名：ホセ・タロウ・ソリジャ・タケダ、1980年1月24日 - 2022年11月17日）は、メキシコ・メキシコシティ生まれの建築家、ドキュメントビデオ作家。日系メキシコ人。

## 人物
父はメキシコ・ティフアナ出身の実業家、アルベルト・ソリージャ・デルレアル、母は日本の実業家、武田和子。
1980年、メキシコにて出生。幼稚園、小学校、中学校まで、メキシコシティのリセオハポネス（日本メキシコ学院）にて学ぶ。中学の途中からアメリカンスクールファウンデーション中等部に編入し、同校にて高等部卒業。その後日本に渡り、東洋大学工学部建築科中退後、早稲田大学理工学部建築学科に入学、卒業。在学中は、建築家、石山修武に師事する。
2007年に第1回リスボン建築トレンナーレに出品した。メキシコのアメリカにおける不法移民をテーマにした”DREAM HOUSE”のプランニングでメキシコ国内にて注目される。

## 展覧会歴
- 2007年
  - リスボン建築トレンナーレ
  - Vacios Urbanos - メキシコシティ市立美術館
- 2009年
  - Citamblos - メキシコ国立人類学博物館
  - プロジェクト・ハポン（Proyecto JAPÓN） - はぎのみほとのコラボレーション[1][2]

## 作品
- 2010年
  - 在メキシコ日本国大使館広報文化センター　エスパシオ・ハポン